# Société historique et archéologique de l'Essonne et du Hurepoix
La Société historique et archéologique de l'Essonne et du Hurepoix est une association d'histoire locale du département de l’Essonne et du Hurepoix.

## Historique
En 1894, plusieurs savants de la région de Corbeil décident de créer une association pour étudier l'histoire et le patrimoine de la région ; c'est la société historique et archéologique de Corbeil, d’Étampes et du Hurepoix, dont les statuts sont approuvés l'année suivante. Le premier président en est Jules Laroche. Parmi ses successeurs figure le poète et académicien François Coppée.
La société grandit, passant de 89 membres en 1895 à 246 en 1914. Elle publie des bulletins et des mémoires, propose des visites historiques et archéologiques, mais la Première Guerre mondiale marque un coup d'arrêt dans son activité. À l'issue de l'assemblée générale de 1921, elle est mise en sommeil pour plus de 20 ans.
C'est en 1943 que quelques passionnés d'histoire locale décident de faire revivre la société ; les publications et les visites sont reprises et elle compte plus de 630 membres en 1980. De 1944 à 1958, huit bulletins seulement furent publiés mais à partir de 1959, un gros effort d’expansion permit à la société de voir ses membres quadrupler pour dépasser le chiffre de 630 en 1980.
Son périmètre géographique dépassant celui du département de l'Essonne créé en 1964, elle est rebaptisée en 2002 Société historique et archéologique de l’Essonne et du Hurepoix,.

## Membres notoires
- Aymé Darblay, membre fondateur[5],[6].
- Jean-Barthélemy Hauréau, président de 1894 à 1896[7].
- François Coppée, président de 1897 à 1908[8].
- Alphonse Chodron de Courcel, président de 1909 à 1919[9].
- Jean Jacquart, membre[10].
- Nicolas Roland Payen, vice-président de 1998 à 2004[11].
- Roger Bailly, membre.
- Serge Dassault, membre d'honneur[12].
- Nicole Lemaître, membre[13].

## Liste des dirigeants
| Identité                                    | Période | Période | Durée  |
| Identité                                    | Début   | Fin     | Durée  |
| ------------------------------------------- | ------- | ------- | ------ |
| Jean-Barthélemy Hauréau (1812 - 1896)       | 1894    | 1896    | 2 ans  |
| François Coppée (1842 - 1908)               | 1897    | 1908    | 11 ans |
| Alphonse Chodron de Courcel (1835 - 1919)   | 1909    | 1919    | 10 ans |
| Robert Chodron de Courcel (d) (1875 - 1966) | 1943    | 1966    | 23 ans |
| Jean de Courcel (d) (1907 - 1985)           | 1967    | 1985    | 18 ans |
| Frédéric Gatineau (d) (né en 1965)          |         |         |        |

## Activités et publications
La société historique et archéologique de l'Essonne et du Hurepoix est membre de la fédération des Sociétés historiques et archéologiques de Paris et de l'Île-de-France. Elle est partenaire de l'université du temps libre de l'Essonne,.
Ses activités principales sont la publication de bulletins et mémoires, les promenades historiques et les conférences,,. 
L’histoire de l’Essonne - villes et villages, églises et monuments, châteaux, sites préhistoriques et gallo-romains, grands personnages, vie agricole, industrielle et culturelle - forme la trame même des travaux de la société, qui publie un bulletin annuel sous le titre Essonne et Hurepoix.
Quelques exemples de publications :
- Louis Brunel, Juvisy au XVIIIe siècle, le détournement du pavé royal de Lyon, ses conséquences économiques et humaines[25] ;
- Joseph Delivré, L'immigration dans le doyenné d'Étampes après la guerre de Cent ans[26] ;
- Patrice Dumontier, L'oppidum de Champlan, habitats gaulois et gallo-romain[26] ;
- Jacques Gauchet, Un notable à Brunoy au début du XIXe siècle ; le général ambassadeur Antoine Dupont-Chaumont 1759-1838[27] ;
- Jean-Marc Moriceau, La population du Sud de Paris aux XVIe et XVIIe siècles, 1560-1670[28].

## Héraldique et logotype
Dès la création de la société historique et archéologique de Corbeil, d’Étampes et du Hurepoix, son blason est formé du blason de la ville de Corbeil à gauche et du blason de la ville d'Étampes à droite.